# John George Kemeny
John George Kemeny, ungherese Kemény János György (Budapest, 31 maggio 1926 – Hanover, 26 dicembre 1992), è stato un matematico, informatico e ricercatore ungherese naturalizzato statunitense, coinventore con Thomas Eugene Kurtz nel 1964 del linguaggio di programmazione BASIC.
Nel 1979 ha presieduto la commissione presidenziale che ha investigato sulle cause dell'incidente nucleare di Three Mile Island.
Da giovane fu assistente di Albert Einstein a Princeton, nel New Jersey.